# Leptocereus carinatus
Leptocereus carinatus är en kaktusväxtart som beskrevs av Areces. Leptocereus carinatus ingår i släktet Leptocereus och familjen kaktusväxter. Inga underarter finns listade i Catalogue of Life.